# Король, Евгений Григорьевич
Евгений Григорьевич Король (род. 21 мая 1947, Сталино) — советский футболист, полузащитник, защитник. Мастер спорта СССР, заслуженный тренер Украины.
Начинал играть в 1966 году в «Локомотиве» Донецк. В конце 1967 года перешёл в «Шахтёр» Донецк, за который в 1968—1969 годах в чемпионате СССР сыграл 16 матчей, забил один гол. Играл за команды второй лиги «Азовец» / «Металлург» Жданов (1970—1971) и СК «Чернигов» (1972—1973). С 1974 года играл за команду первой лиги «Таврия» Симферополь. Половину сезона 1980 года, в котором команда завоевала право выступать в высшей лиге, провёл в команде чемпионата Украинской ССР «Метеор» Симферополь. В 1981—1982 годах числился в составе «Таврии», но на поле не выходил; в 1982 году работал в команде тренером.
Был главным тренером донецких команд «Шахтёр-2» (1992—1994, 1997—2001), «Металлург» (1994—1997), «Титан» Донецк.
Сын Игорь также футболист и тренер.